# 児童虐待の防止等に関する法律
児童虐待の防止等に関する法律（じどうぎゃくたいのぼうしとうにかんするほうりつ、英語: Act on the Prevention, etc. of Child Abuse、平成12年5月24日法律第82号）は、児童虐待の防止に関する法律である。一般的に児童虐待防止法（じどうぎゃくたいぼうしほう）と呼ばれている。
2000年（平成12年）5月24日に公布された。1933年（昭和8年）に、同じ名称で児童虐待防止法（昭和8年法律第40号）が制定されている（児童福祉法の制定に伴い廃止）。

## 主務官庁
- こども家庭庁支援局虐待防止対策課[2]

2023年3月31日までは、厚生労働省子ども家庭局家庭福祉課虐待防止対策推進室が担当していた。こども家庭庁発足に伴い、単独の課に昇格した。

## 経緯
- 1933年（昭和8年）：旧児童虐待防止法（昭和8年法律第40号）制定。
- 1947年（昭和22年）：児童福祉法の制定に伴い、旧児童虐待防止法を廃止。
- 2000年（平成12年）：深刻化する児童虐待の予防、および対応方策とするために制定。2000年5月24日に公布され、同2000年11月20日に施行された。
- 2004年（平成16年）：事前に盛り込まれていた施行3年後の見直し規定により、社会保障審議会等における検討がなされ改正が行われた。
- 2019年（令和元年）：6月19日、体罰の禁止を明文化した改正法が、改正児童福祉法と合わせて成立[3]。翌2020年（令和2年）4月より施行された[3][4]。
- 2023年（令和5年）4月、こども家庭庁の設置に伴い、本法の所管が厚生労働省からこども家庭庁（支援局虐待防止対策課）に移管された[5]。

## 構成
- 第1条（目的）
- 第2条（児童虐待の定義）
- 第3条（児童に対する虐待の禁止）
- 第4条（国及び地方公共団体の責務等）
- 第5条（児童虐待の早期発見等）
- 第6条（児童虐待に係る通告）
- 第7条（同上）
- 第8条（通告又は送致を受けた場合の措置）
- 第8条の2（出頭要求等）
- 第9条（立入調査等）
- 第9条の2（再出頭要求等）
- 第9条の3（臨検、捜索等）
- 第9条の4（臨検又は捜索の夜間執行の制限）
- 第9条の5（許可状の提示）
- 第9条の6（身分の証明）
- 第9条の7（臨検又は捜索に際しての必要な処分）
- 第9条の8（臨検等をする間の出入りの禁止）
- 第9条の9（責任者等の立会い）
- 第10条（警察署長に対する援助要請等）
- 第10条の2（調書）
- 第10条の3（都道府県知事への報告）
- 第10条の4（行政手続法の適用除外）
- 第10条の5（審査請求の制限）
- 第10条の6（行政事件訴訟の制限）
- 第11条（児童虐待を行った保護者に対する指導等）
- 第12条（面会等の制限等）
- 第12条の2（同上）
- 第12条の3（同上）
- 第12条の4（同上）
- 第13条（施設入所等の措置の解除等）
- 第13条の2（施設入所等の措置の解除時の安全確認等）
- 第13条の3（児童虐待を受けた児童等に対する支援）
- 第13条の4（資料又は情報の提供）
- 第13条の5（都道府県児童福祉審議会等への報告）
- 第14条（児童の人格の尊重等）
- 第15条（親権の喪失の制度の適切な運用）
- 第16条（大都市等の特例）
- 第17条（罰則）
- 第18条（同上）
- 附則

## 概要
- 児童虐待の定義
  - 同法2条において、18歳に満たないものを児童とし、保護者が行う同条に掲げる行為を「児童虐待」と定義している。

- 児童虐待の早期発見努力
  - 同法5条において、学校・病院等の教職員・医師・保健師・弁護士等は、児童虐待に関して早期発見に努めなければならないとしている。
- 児童虐待の通告義務
  - 同法6条において、児童虐待を受けたと思われる児童を発見した者は、速やかに福祉事務所・児童相談所に通告しなければならないとされている。
- 児童虐待に対する強制調査
  - 同法9条において、都道府県知事は、出頭を求め、また必要に応じて自宅へ立ち入り調査を行うことが出来ると定める。保護者がこれらを拒否する場合、裁判所の許可状（令状）を得て、臨検・捜索を行うことが出来るとされている。
- 児童虐待に対する警察の介入
  - 同法10条において、都道府県知事・児童相談所長は、必要に応じ警察署長へ援助を求めることが出来るとされている（児童相談所員の臨検・捜索に警察官を同行させ、保護者が抵抗した場合に取り押さえが出来る）。
- 虐待児童への保護者の接触制限
  - 同法12条において、児童虐待を受けた保護された児童に対し、児童相談所長は必要に応じて、保護者の面会・通信を制限することが出来るとされている。また、必要に応じて、保護者に対し通学路等の児童の近辺を徘徊することやつきまとうことを止めるよう命令することが出来るとされている。

## 旧児童虐待防止法
戦前に制定となった「児童虐待防止法（昭和8年法律第40号）」は以下の通りで、戦後児童福祉法の制定によって統合された。
この法律において保護される児童は14歳未満の者である（1条）。
14歳という年齢は、刑法の刑事責任年齢、工場労働者最低年齢法および船員最低年齢法における保護年齢の例によったものである。
虐待を受けた児童に対しては地方長官は次の3種の保護処分を行なうことができる（2条1項）。
訓戒
保護責任者に対してその非行を指摘し諭告する
条件付監護の命令
保護責任者にその条件を遵守させることによって児童の監護に欠ける虞なからしめる
委託
保護責任者がはなはだしき虐待性を有し単に訓戒を加えまたは条件付監護を命ずるていどではとうてい監護を期待しえない場合は強制的にその児童を保護責任者から引取り、親族その他私人の家庭または適当な施設に委託する。
上の保護処分は虐待の発生が認められてはじめて事故とあつかわれるが、虐待を未然に防止するために地方長官は曲馬、軽業または戸々に就きまたはもしくは道路において行なう諸芸の演出、もしくは物品の販売その他の業務および行為で児童の虐待に渉りまたはこれを誘発する虞のあるものにつき必要があると認めるときは児童を用いることを禁止しまたは制限をなすことができる（7条）。
児童の虐待に渉りまたはこれを誘発する虞のある業務および行為とは、その業務および行為に児童を使用することじたいが児童の虐待となるもの、その業務および行為に使用することじたいは未だ虐待と目しがたいものの業主その他の者から虐待される危険性が多分に認められるものをいう。
たとえば「不具畸形」の児童を観覧に供する行為、「乞食」、軽業、曲馬その他の危険な業務は前者であり、辻占売、角兵衛獅子などのように戸々に就きもしくは道路において物品を販売する業務、諸芸を演ずる業務、その他芸妓酌婦その他酒間のあっせんをなす業務は後者である。
上の保護処分または児童使用の禁止および制限のために、地方長官は児童の住所もしくは居所または従業場処に立入り、必要な調査をなすことができ、児童の使用の禁止または制限に違反した者は1年以下の懲役または1,000円以下の罰金に処せられる（8条、10条）。

### 虐待防止に関する他の関連法令
- 民法（親権の喪失関係）
  - 834条 - 親権喪失の審判
  - 834条の2 - 親権停止の審判
  - 835条 - 管理権喪失の審判
- 児童福祉法
- 障害者虐待の防止、障害者の養護者に対する支援等に関する法律
- 配偶者からの暴力の防止及び被害者の保護等に関する法律
- 高齢者の虐待の防止、高齢者の養護者に対する支援等に関する法律
- 教育職員等による児童生徒性暴力等の防止等に関する法律
- 学校設置者等及び民間教育保育等事業者による児童対象性暴力等の防止等のための措置に関する法律（通称：日本版DBS法）

都道府県条例
- 埼玉県虐待禁止条例

### 虐待防止に関する機関
- 児童相談所
- 児童福祉施設
- 要保護児童対策地域協議会
- 福祉事務所
- 警察